# ジーン・アレン
ジーン・アレン (Gene Allen) として知られるユージン・アレン（Eugene Allen、1918年6月17日 - 2015年10月7日）は、アメリカ合衆国の映画の美術監督。

## 人物
最初に就いた仕事はスケッチ画家だったが、それをレイオフ（一時的な解雇）された後、父と同じようにロサンゼルス市警察の警察官になった。第二次世界大戦中はアメリカ海軍で兵役に就き、除隊後に美術学校で学んでキャリアを拓いた。1965年の第37回アカデミー賞では、『マイ・フェア・レディ』の美術監督としてアカデミー美術賞を受賞したが、それ以前にも、1955年の第27回アカデミー賞では『スタア誕生』、1958年の第30回アカデミー賞では『魅惑の巴里』と、それぞれ美術責任者のひとりとして関わった作品がアカデミー賞にノミネートされていた、アレンは、1983年から1985年まで、映画芸術科学アカデミーの会長を務め、1997年には、美術監督組合から特別功労賞 (Special Achievement Award) を授与された。